# 遂昌凤仙花
遂昌凤仙花（学名：Impatiens suichangensis）为凤仙花科凤仙花属下的一个种。

## 扩展阅读
- 維基物種上的相關：遂昌凤仙花